# Abraj Al-Bait
Abraj Al-Bait (àrab: أبراج البيت, Abrāj al-Bayt, ‘Torres de la Casa’) és un complex governamental de set hotels de gratacels a la Meca, Aràbia Saudita. Aquestes torres formen part del Projecte Dotacional King Abdulaziz que té com a objectiu modernitzar la ciutat en la cura als seus pelegrins. La torre central de l'hotel, la Torre del Rellotge Reial de la Meca, té l'esfera de rellotge més gran del món i és el tercer edifici més alt i la cinquena estructura més independent del món. La torre del rellotge allotja el Museu de la Torre del Rellotge, que ocupa els quatre pisos superiors de la torre.
El complex d'edificis es troba a pocs metres de la mesquita més gran del món i del lloc més sagrat de l'islam, la Gran Mesquita de la Meca. El promotor i contractista del complex és el grup saudita Binladin, la companyia constructora més gran del regne. És el segon edifici més car del món, amb un cost total de construcció de 15.000 milions de dòlars EUA, sent el primer la Gran Mesquita de la Meca. El complex es va construir després de l'enderroc de la fortalesa d'Ayyad, la ciutadella otomana del segle xviii situada al capdamunt d'un turó amb vistes a la Gran Mesquita. La destrucció del lloc, històricament significatiu, el 2002, per part del govern saudita va provocar un clam internacional i una forta resposta de Turquia.